# ويليام جاي جونستون
ويليام جاي جونستون (بالإنجليزية: William J. Johnston) هو عسكري أمريكي، ولد في 15 أغسطس 1918 في ترنتون في الولايات المتحدة، وتوفي في 29 مايو 1990.